# Bugatti Type 37
Bugatti Typo 37 (anglicky Bugatti Type 37) byl sportovně-závodní automobil, který v roce 1925 navrhl a zkonstruoval Ettore Bugatti. V letech 1926-1935 patřil tento vůz k nejúspěšnějším v kategorii do 1,5 l (Voiturette). Model 37 byl představen jako nástupce typu Bugatti Type 13 (1910-1926).

## Vznik a vývoj
Ettore Bugatti navrhl tento vůz jako alternativu k závodnímu vozu s osmiválcovým motorem Bugatti Type 35 z roku 1924. Bugatti nabízel soukromým závodníkům levnější alternativu v několika výkonových verzí. Základní verzi bylo možno doplnit světly a blatníky. Rázem se z něj stal na pohled vcelku standardní sportovní vůz, který se zúčastňoval i závodů sportovních vozů v Le Mans, Mille Miglia a Targa Florio.
Typ 37 je považován (spolu se silnějším bratrem Bugatti T35) za nejkrásnější závodní automobil všech dob. Typem 37 dal Ettore Bugatti šanci soukromým závodním jezdcům, aby si opatřili kvalitní závodní automobil za relativně příznivou cenu. Bugatti T37/T37A byly jediné závodní vozy Bugatti se čtyřválcovými motory, které firma ve 20. a 30. letech vyráběla. Tento motor byl později použit na osobním automobilu se čtyřválcovým motorem Bugatti Type 40/40A.
Nasazení typu T37 bylo tak úspěšné, že se E. Bugatti rozhodl v polovině sezóny 1927 uvést na trh vylepšený Type 37A (oficiálně nazývaný Type 35CP 27). Jednalo se o efektivnější verzi díky přidání kompresoru Roots z typu 35C, který zvýšil výkon motoru na 90 koní. Zapalování rozdělovačem bylo nahrazeno magnetem a motor byl vybaven tlakovým mazáním jako u typu T27.
Celkem bylo vyrobeno ca 290 vozů T37, z čehož bylo 67 typu T37A avšak údaje o počtu vyrobených vozů se podle různých zdrojů dost liší. První vozidlo bylo dodáno Malcolmu Campbellovi 18. listopadu 1925. Uvádí se, že závodnické začátky na tomto typu absolvovali Louis Chiron a René Dreyfus.
Meziválečné Československo bylo v přepočtu na obyvatele doslova velmocí francouzské sportovní značky Bugatti. Ze tří tisíc “bugatek”, které se v alsaské fabrice v Molsheimu vyrobily do roku 1930, jich sto padesát jezdilo po českých silnicích.

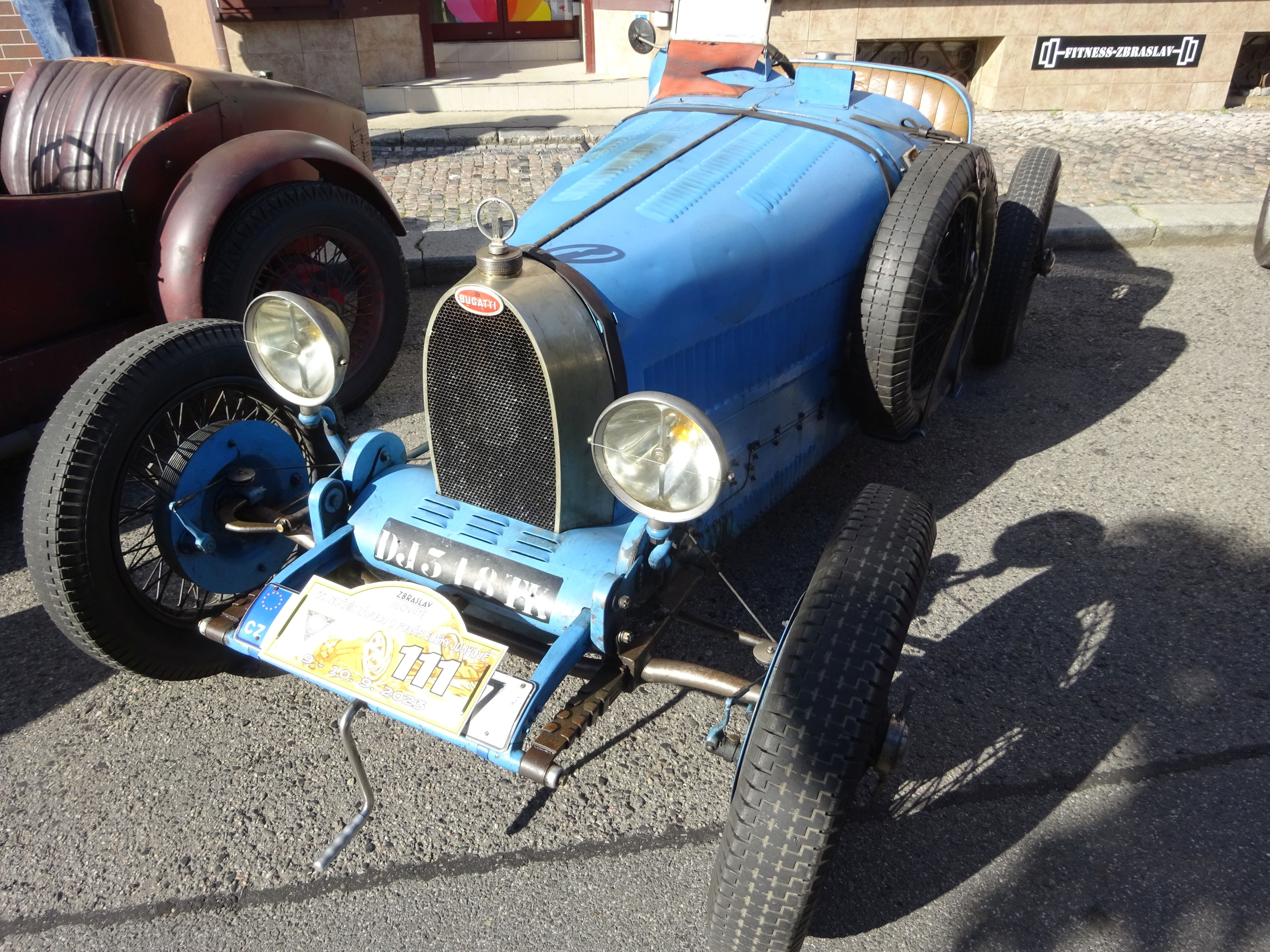
Bugatti Type 37 (1926) na Zbraslavi 2023

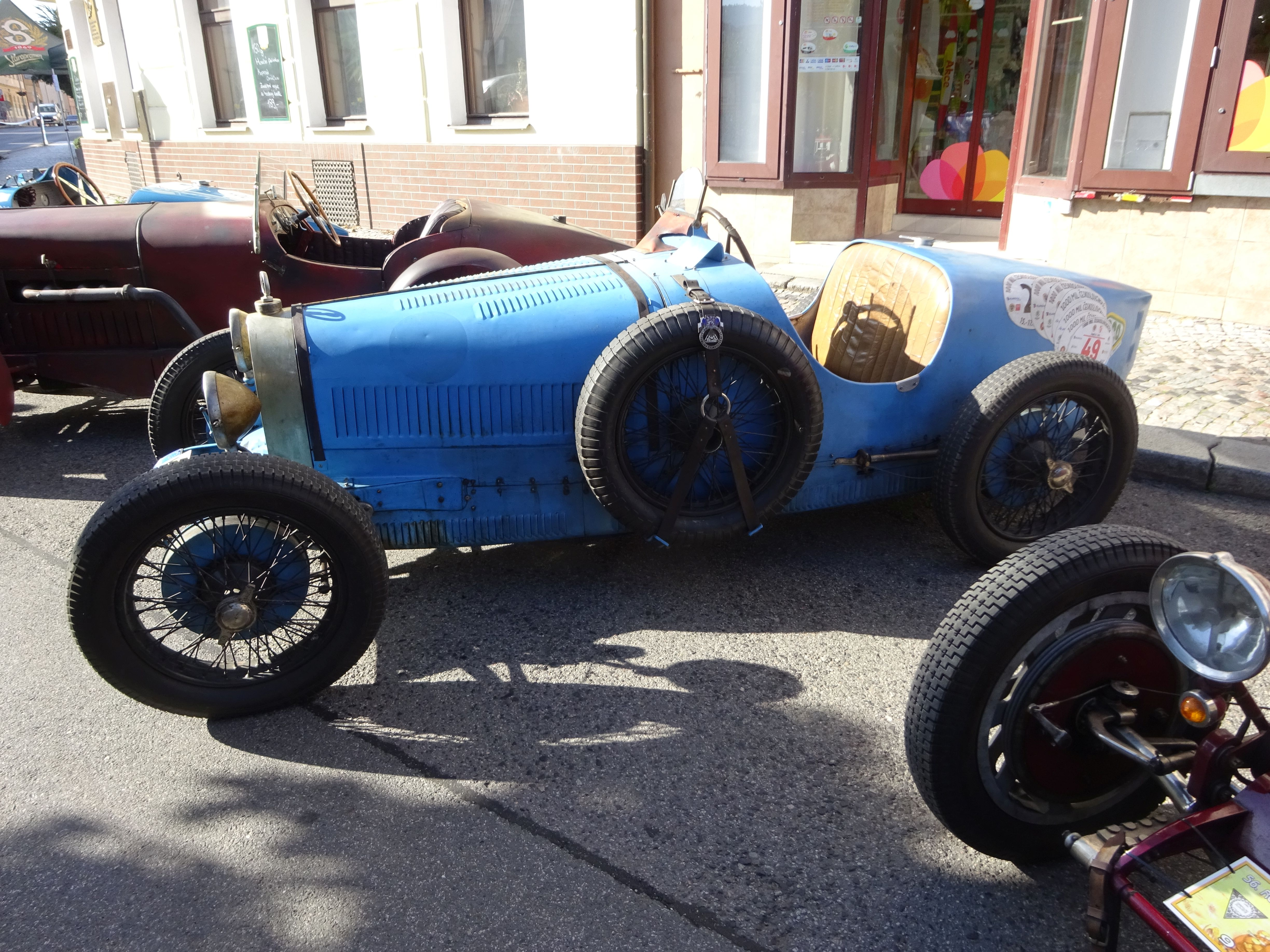
Bugatti Type 37 (1926) Stanislava Profelda na Zbraslavi 2023

## Motor

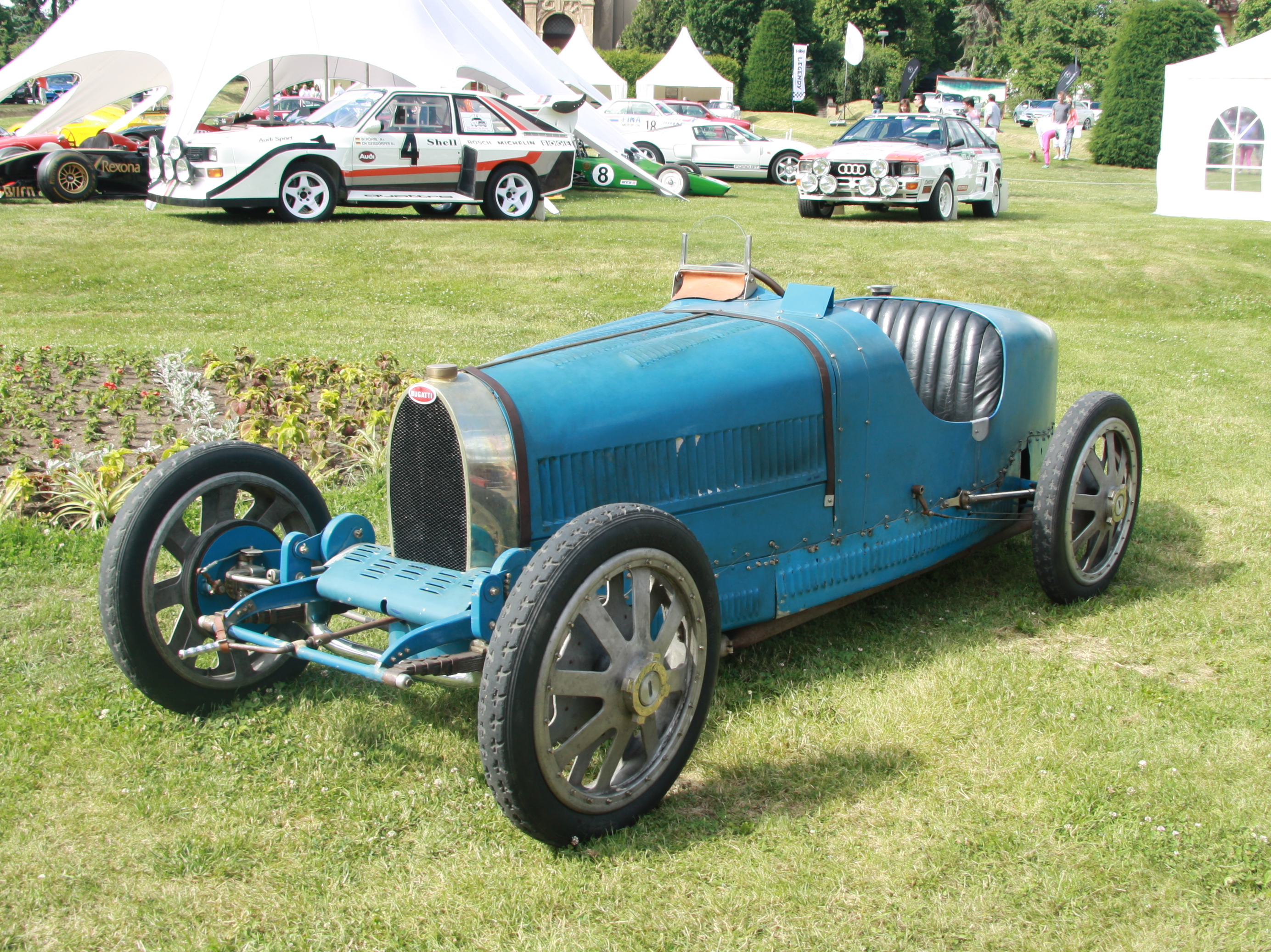
Bugatti Type 37 na výstavě Legendy 2014

Vodou chlazený čtyřválcový motor nebyl úplně nový, protože se jednalo ve skutečnosti polovinou osmiválcového řadového motoru z Bugatti Type 28 z roku 1920. Jeho poměr vrtání/zdvih 69 mm na 100 mm mu dával zdvihový objem 1496 cm3.
Stejně jako u předchozích verzí si typ 37 zachoval jediný vačkový hřídel ovládající tři ventily na válec (2 sací, 1 výfukový ventil). Rozvod SOHC. Klikový hřídel byl osazen pěti kluznými ložisky. K zapalování benzínového zážehového motoru s použitím karburátoru jako u typu 35A se využívalo baterie a dynama. U T37A bylo již zapalování magnetem. Pro zplyňování paliva byl použit jeden karburátor (oproti dvěma obvyklých na závodních Bugatti) značek Zenith či Solex.
Výkon motoru dosahoval "jen" 60 k/44,2 kW při 4500 ot/min, avšak vzhledem ke snížené hmotnosti vozu byl vůz téměř stejně rychlý jako Bugatti Type 35. Verze T37A byla vybavena mechanicky poháněným kompresorem Roots, se kterým dosahoval výkonu 90 k/66,2 kW při 5000 ot/min.

## Podvozek
Podvozek tvořily tuhé nápravy, přední odpružená podélnými půleliptickými pery, zadní čtvrteliptickými. Specialitou byly kované duté přední nápravy, kterými procházela listová pera. Technicky náročné, ale nádherné. Brzdy byly mechanické s vyrovnáváním brzdného účinku na všechna kola. Drátěná kola byla obuta pneumatikami 4,50x19". Za příplatek byla k dispozici paprsková kola z hliníkové slitiny. Přední i zadní brzdy byly bubnové a byly ovládány ocelovými lanky.
Síla motoru se přes lamelovou spojku a mechanickou čtyřstupňovou převodovku přenášela na zadní hnanou nápravu. Rozvor náprav 2400 mm, rozchod kol 1210/1210 mm, pohotovostní hmotnost 720–787 kg. Vůz byl vybaven třecími tlumiči. Délka vozu 3680 mm, šířka 1450 mm a výška 1060 mm

## Karoserie
Klasická závodní karoserie bez dveří s řízením vpravo. Byl to dvoumístný roadster s motorem vpředu a s pohonem zadních kol. Téměř výhradně byly vozy s karoserií nabarvenou "francouzskou" modří, což byla barva předurčená pro francouzské závodní automobily v závodech typu Grand Prix.
Ve verzi T37A byla postavena i cestovní verze Bugatti La Mouche 37A. Jedná se o jediný vyrobený exemplář s extravagantní karoserií Million-Guiet, která je předzvěstí slavných karoserií Coupe de Napoleon. Tento vůz je historickou a sběratelskou raritou. Technicky vzato bylo to dvoudveřové a dvoumístné kupé. Vůz je součástí Sbírky historických vozidel Samohýl Motor Veterán ve Zlíně.

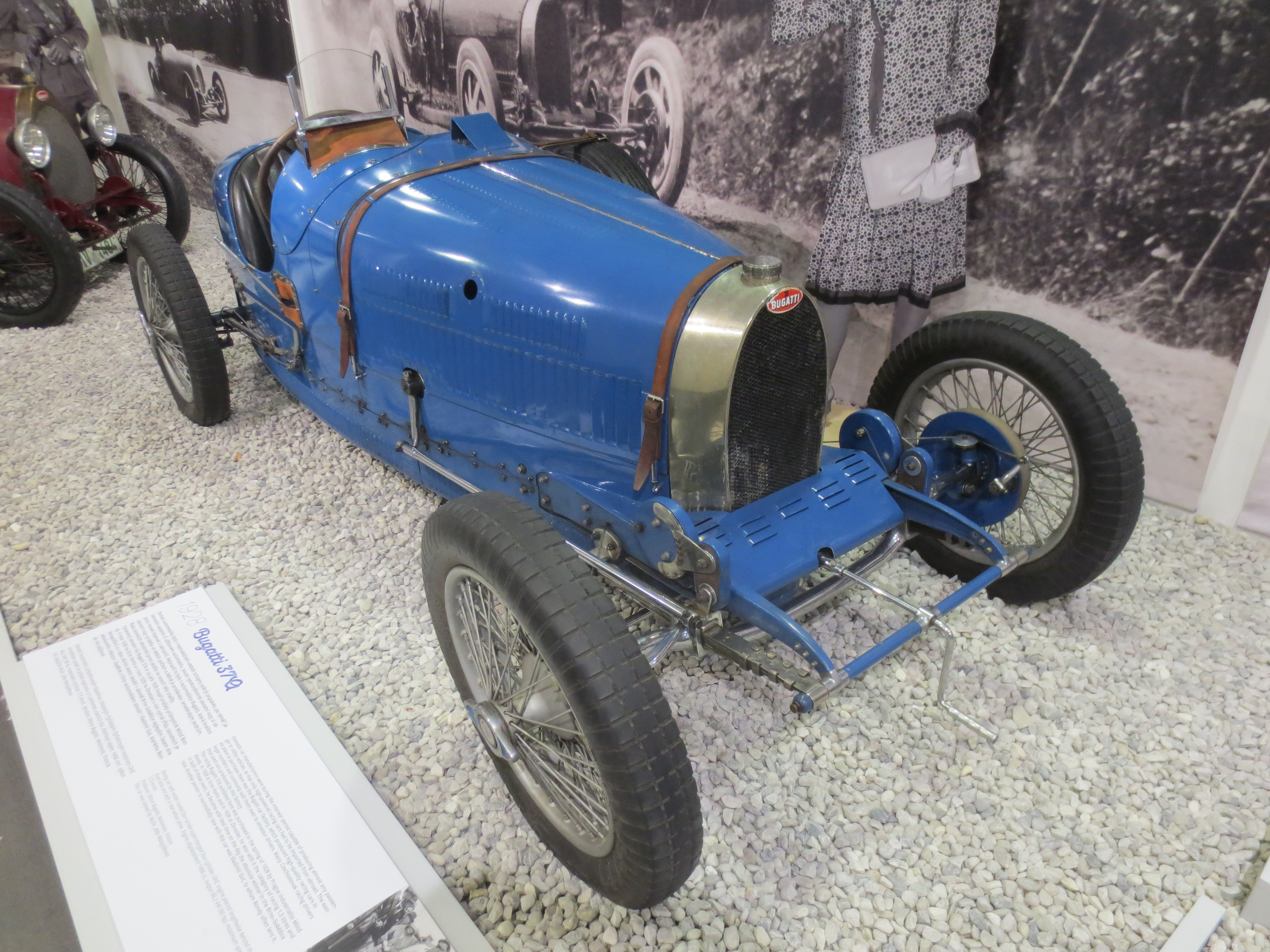
Bugatti Type 37A Miloše Bondyho na výstavě Vavříny s vůní benzínu (NTM 2021)

## Sportovní úspěchy
Ve druhé polovině 20. let patřily T37/T37A mezi nejlepší závodní vozy. V roce 1927 závod Grand Prix Coppa Mesina s typem T37 vyhrál Antonio Caliri a Philippe Auber s T37 Grand Prix Picardy. V roce 1928 s typem T37A Eduard Probst zvítězil v Grand Prix Coppa Messina a Henry Auber Grand Prix Picardy. René Dreyfus v roce 1928 obsadil s T37A 3. místo v Cannes (Circuit de la Riviera), zvítězil ve třídě do 1,5 l a celkově obsadil 3. místo na okruhu La Garoupe Circuit ve Velké ceně d’Antibes a v roce 1929 vyhrál třídu Voiturette a celkově skončil na 2. místě v Cannes (Circuit de la Riviera). V posledním závodu na T37A 14. dubna 1929 Dreyfus obsadil na Grand Prix Monaka (Circuit de Monaco - Monte Carlo) celkově 5. místo a vyhrál třídu do 1,5 l. V australské Grand Prix (okruh Phillip Island) v roce 1929 zvítězil Arthur Terdich, v letech 1930 a 1932 na této velké ceně zopakoval vítězství s T37A Bill Thompson. V průběhu roku 1930 u některých závodů typu Velkých cen byla vypisována samostatně třída do 1500 cm³ (Voiturette), například Maximilian zu Hardegg na T37A zvítězil v třídě Voiturette na I. Masarykově okruhu v Brně (1930). Frédéric Toselli zvítězil v roce 1931 na T37A v Avignonu na 1. Grand Prix du Vaucluse a v roce 1932 na III. CIRCUIT DU CAP D'ANTIBES. Belgičan Arthur Legat na T37A zvítězil ve Velké ceně hranic (Grand Prix des Frontières) v belgickém Chimay (1931-3). V letech 1931-2 to bylo v absolutním pořadí a v roce 1933 ve třídě do 1,5 l atd. 

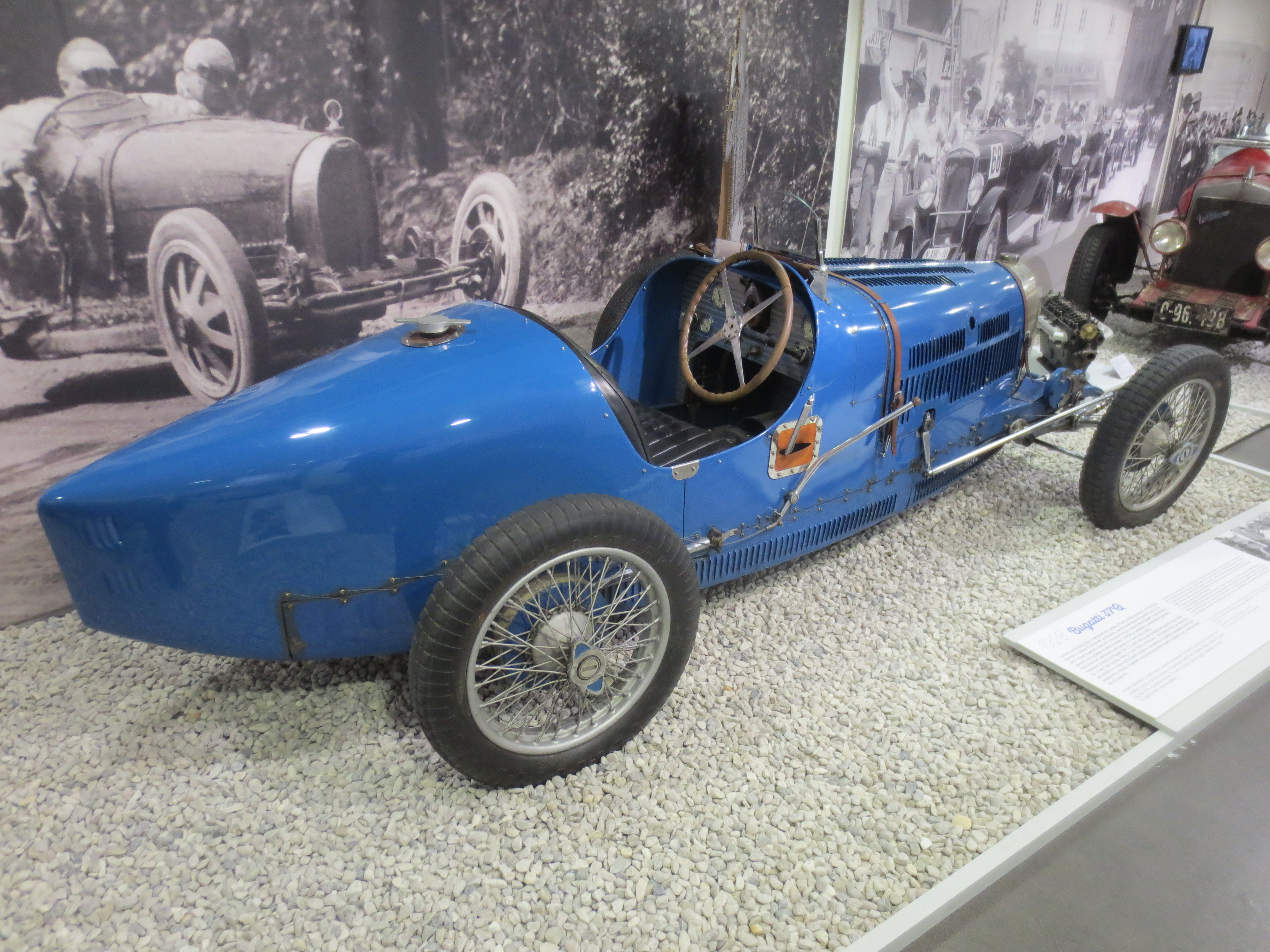
Bugatti Type 37A na výstavě Vavříny s vůní benzínu (NTM 2021)

Velmi rozšířeny byly typy T37 a T37A v Československu díky přímému obchodnímu zastoupení Bugatti, které vedl od roku 1926 ing. Vladimír Gut. On jako amatérský závodník se i několikrát objevil na závodních tratích (např. v roce 1928 na T37A vyhrál závod do vrchu Mělník-Pšovka a v roce 1935 se účastnil na Velké ceně Masarykově v Brně s Bugatti T51). K předním reprezentantům tohoto typu patřili Jiří Kristián Lobkowicz, Bruno Sojka, Florian Schmidt, Václav Vaníček, Zdeněk Pohl, ing. Jaroslav Hausmann, Antonín Komár, Miloš Otto Bondy a další. Jiří Lobkowicz na Bugatti T37A závodil krátce (1929), přesto vyhrál závod do vrchu na Křivoklátě, v závodech do vrchu velkého formátu Brno—Soběšice (23. června 1929) byl v závodních vozech na 3. místě (v kategorii do 1,5 l na 2. místě), na Gaisbergu u Salcburku vyhrál kategorii závodních automobilů (6. září), na Ecce homo (22. září 1929) vyhrál třídu závodních vozů do 1,5 l a celkově mezi závodními vozy skončil na 2. místě za Hansem Stuckem na Austro-Daimleru.
Florian Schmidt a Bruno Sojka (oba na T37A) dosáhli na Bugatti největších úspěchů, když Schmidt vyhrál Voiturette v roce 1931 v Brně a na 2. místě skončil na ADAC Eifelrennen na Nürburgringu. Bruno Sojka 2x obsadil v třídě Voiturette 2. místo. Bylo to v roce 1931 ve Lvově a v Brně a pak 2x skončil na 3. místě (2. a 3. ročník Masarykova okruhu 1931-2). Zdeněk Pohl na T37A v čase 3:04,13 vyhrál třídu závodních vozů 1100–1500 cm3 na Mistrovství Evropy v závodech automobilů do vrchu Zbraslav-Jíloviště 1931. V roce 1932 Zdeněk Pohl na T37A obsadil třetí místo v třídě do 1,5 l na Avusu. Miloš Bondy, který si Bugatti T37A zakoupil na jaře 1928, s ním startoval i na III. ročníku Pradědského okruhu 9. června 1928, ale nedojel do cíle. Chuť si Bondy spravil 16. září 1928, když zvítězil na Bugatti T37A v 8. ročníku závodu Ecce Homo a vytvořil rekord třídy časem 5:49,3 min. Miloš Bondy na T37A 2x zvítězil v závodě do vrchu Brno-Soběšice a v obou ročnících vytvořil traťový rekord (13. května 1928 a 23. června 1929). V roce 1929 se tento závod do vrchu jel naposledy a rekord Miloše Bondyho (2:20,7 min) tak platí vlastně stále. Od Bondyho si tento automobil později zakoupil ing. Jiří Weinfurter, který s ním na Ecce Homo v roce 1933 obsadil 2. místo v kategorii závodních vozů do 1,5 l a dosáhl času 6:05,9 min. To mu stačilo na celkově 5. místo v automobilech bez rozdílu kategorie a objemu válců. Naposledy s ním ing. Weinfurter jel na závodě do vrchu Jenerálka v Praze 28. dubna 1935. To s ním obsadil 3. místo v závodních vozech do 1,5 l za Florianem Schmidtem a Vaníčkem, kteří jeli na stejném typu.

## Dochované exempláře
Ve sbírce Ladislava Samohýla ze Zlína (Sbírka historických vozidel) jsou 3 vozy Bugatti 37 (T37, T37A a Bugatti La Mouche 37A). Další stroj T37 vlastní manželé Profeldovi. Původní vůz Bugatti T37A Miloše Bondyho vlastní MUDr. Jitka Masojídková a tento vůz byl vystaven na výstavě Vavříny s vůní benzínu (NTM 2021).

## Tabulka parametrů
Základní technické údaje
|          | Motor                        | zdvihový objem | vrtání x zdvih | plnění válců | výkon (k/kW) | max. rychlost | převodovka         | hmotnost   | výroba    |
| Type 37  | řadový čtyřválec, 12 ventilů | 1496 cm3       | ø 69 x 100 mm  | -            | 60/44,2      | 150 km/h      | manuální, 4 stupně | 720–787 kg | 1926-1930 |
| Type 37A | řadový čtyřválec, 12 ventilů | 1496 cm3       | ø 69 x 100 mm  | kompresor    | 90/66,2      | 185 km/h      | manuální, 4 stupně | 720–787 kg | 1928-1930 |

## Galerie

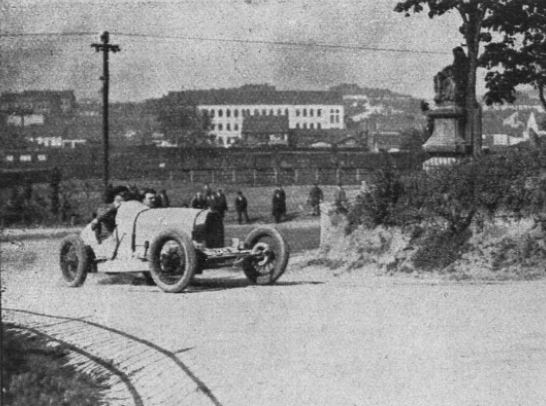
Miloš Bondy na Bugatti T37A vítězí na závodu do vrchu Brno-Soběšice (1928)
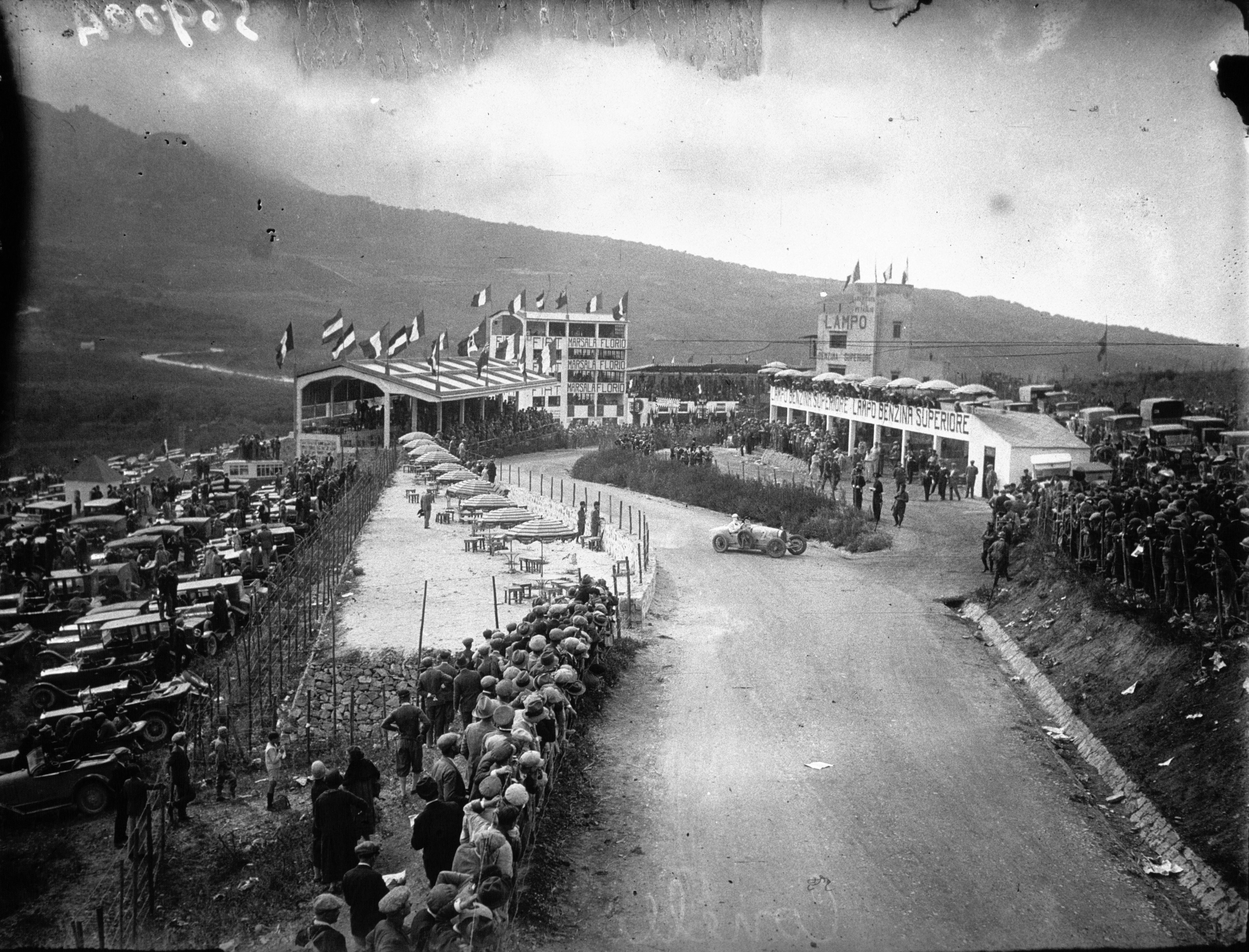
Bugatti Type T37A, Caberto Conelli, vítěz třídy do 1,5 l na Targa Florio (1928)
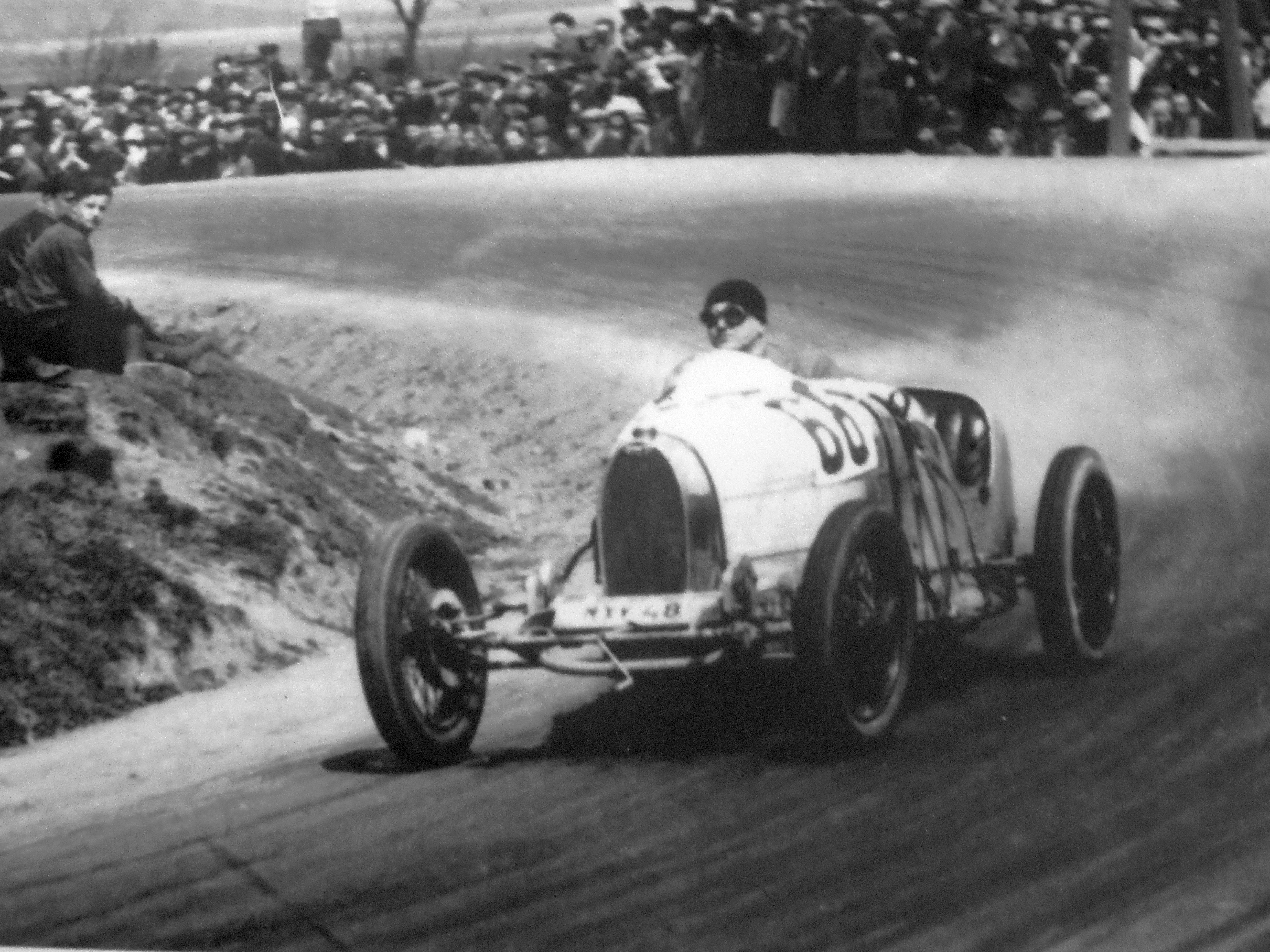
Miloš Bondy na Bugatti T37A, vítěz závodních vozů do 1,5 l (Zbraslav-Jíloviště 1929)
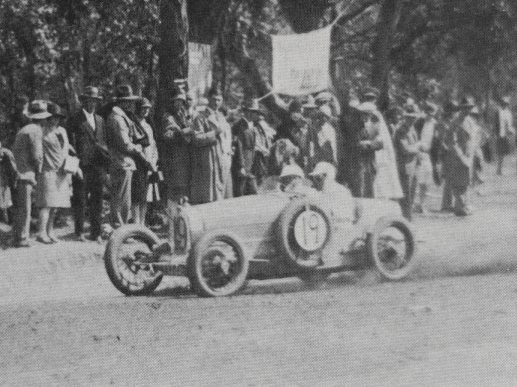
Bugatti Type 37A, Arthur Terdich, vítěz Australské Grand Prix (1929)
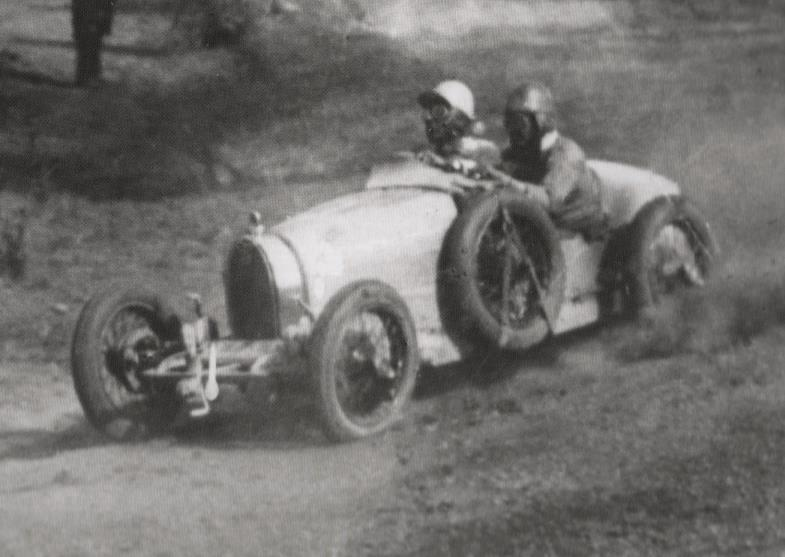
Bugatti Type 37A, Bill Thompson, vítěz Australské Grand Prix (1930)
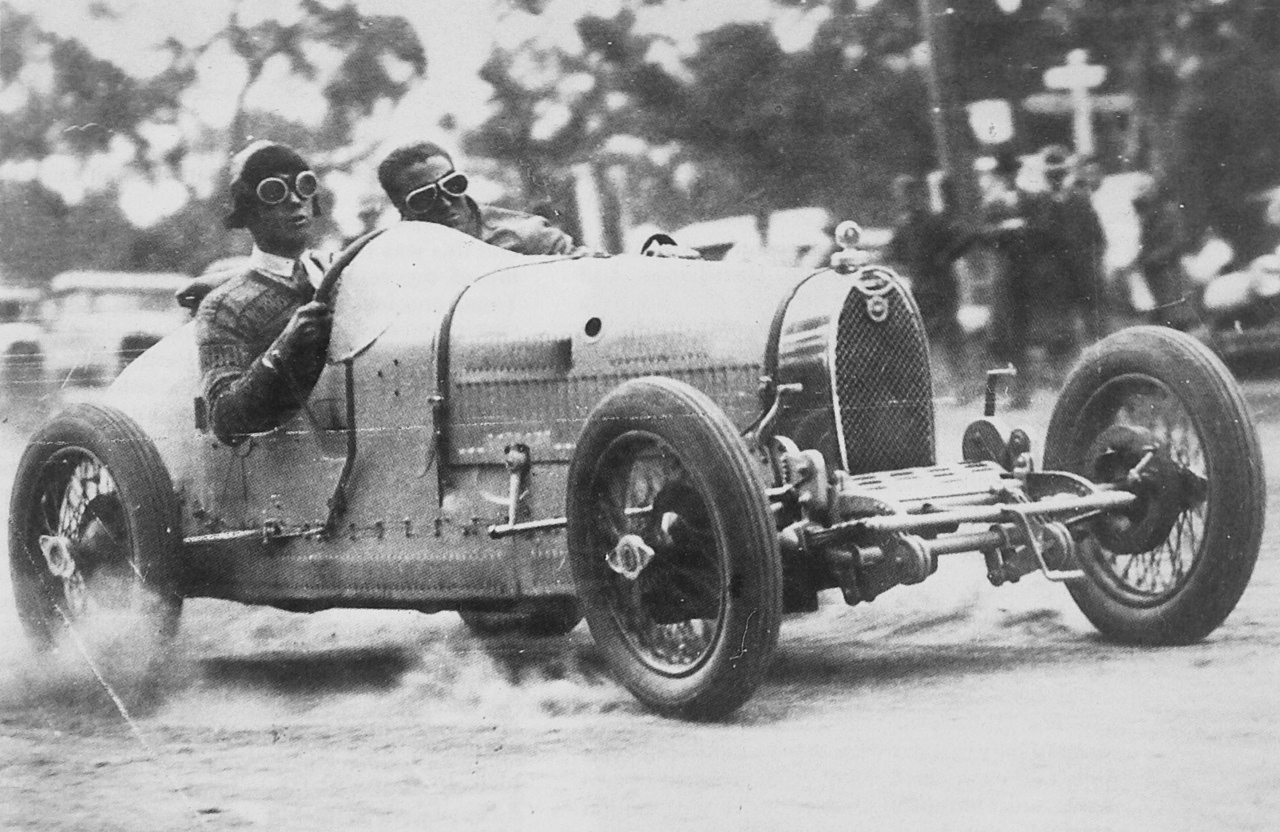
Bugatti Type 37A, Bill Thompson, vítěz Australské Grand Prix (1930)
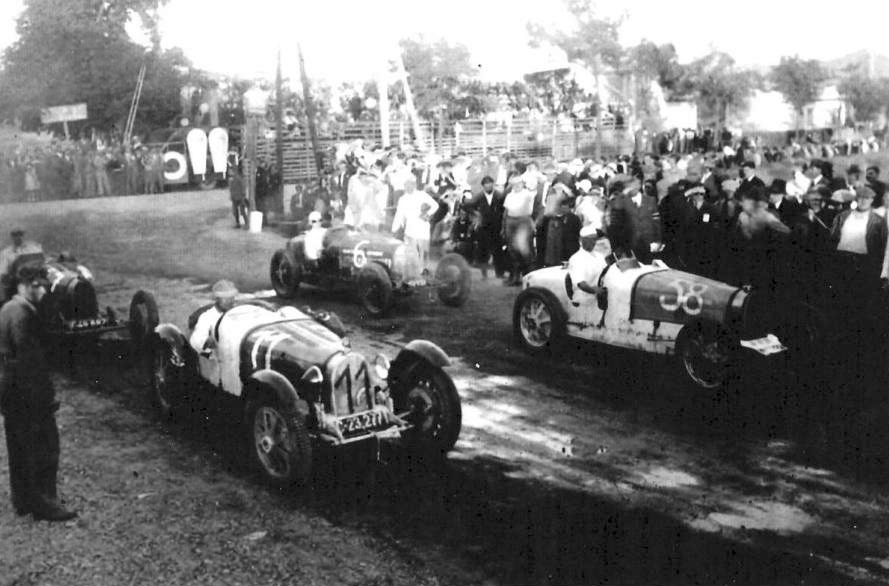
Jan Kubíček (Bugatti T35B, st. č. 11), Zděněk Pohl (Bugatti T51, st. č. 58), ing. J. Hausmann (st. č. 57, Bugatti T37A) a Bruno Sojka (st. č. 6, Bugatti T37A) na startu Stříbrného trianglu (1933)
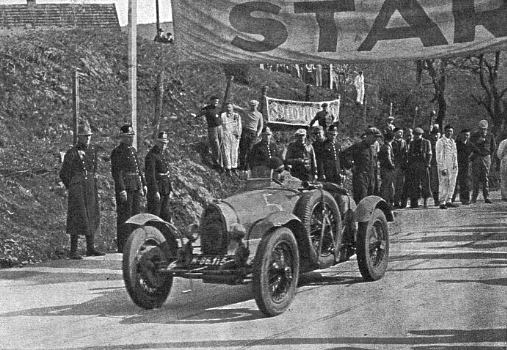
Bruno Sojka s Bugatti T37A na závodu do vrchu Jenerálka (1935)
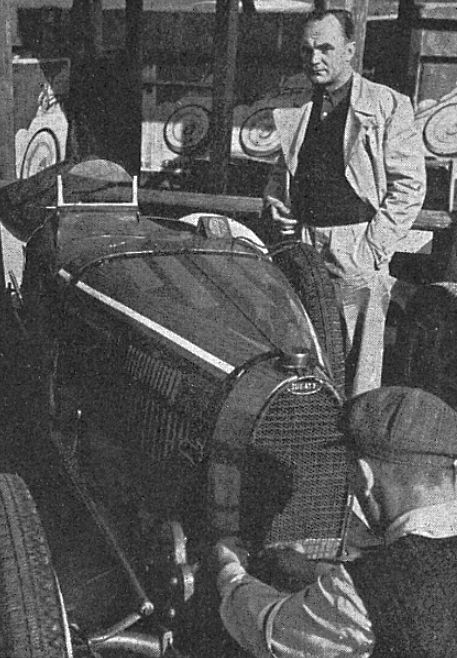
Václav Vaníček, Bugatti Type 37A, Velká cena Masarykova (1937)